# 舒尔策
舒尔策（Scholze, Schulze, Schultze）可以指：

## 人物
Scholze
- 皮特·舒尔策（德語：Peter Scholze，1987年12月11日－），德國算術代數幾何。

Schulze
- 卡尔·舒尔策（德語：Karl Schulze，1988年3月5日－），德国男子赛艇运动员。
- 汉斯·舒尔策（德語：Hans Schulze，1911年8月25日－1992年1月26日），德国男子水球运动员。
- 霍斯特·舒尔策（德語：Horst Schulze，1921年4月26日－2018年10月24日），德国演员和歌剧演唱家。
- 伯恩哈德·舒尔策（德語：Bernhard Schulze，1938年5月20日－），德国男子皮划艇运动员。

Schultze
- 保罗·舒尔策-瑙姆堡（Paul Schultze-Naumburg，1869年6月10日－1949年5月19日），德國建築師、畫家和政治家。

|  | 本页或本分段罗列了姓氏为「舒尔策」的人物。 如果是一个指代特定个人的内链将您引导到本页，請考慮修正該人物的名字以將链接指向正確的條目。 |